# 南京市博物总馆
南京市博物总馆位于江苏省南京市，隶属于南京市人民政府下属的文化广电新闻出版局，由南京市境内的多家博物馆组成。

## 简介
2014年2月27日，南京文化遗产保护工作会议在南京市级机关大礼堂举行，会上杨卫泽、缪瑞林分别为南京市博物总馆、南京城墙保护管理中心授牌。
南京市博物总馆隶属南京市文化广电新闻出版局，由南京市博物馆、太平天国历史博物馆、中国共产党代表团梅园新村纪念馆、南京市民俗博物馆、渡江胜利纪念馆、江宁织造博物馆、六朝博物馆、南京市考古研究所、南京市文化遗产保护研究所共9家南京市文化广电新闻出版局所属的文博馆所组成。
2017年，南京市博物总馆被中国博物馆协会评为第三批国家一级博物馆。

## 历任馆长
- 曹志君（2014年—2020年11月）[5]
- 许强（2020年11月—）党委书记、馆长